# تازة كند حاجي خان
تازة كند حاجي خان هي قرية في مقاطعة مشكين شهر، إيران. عدد سكان هذه القرية هو 33 في سنة 2006.